# Château d'Able
Le château d'Able est un ancien château dont les ruines se trouvent à la limite des communes actuelles de Belvis et Joucou, dans le département de l'Aude. Il ne faut pas le confondre avec le château de Belcaire, appartenant pendant longtemps à la même famille. Il ne reste, aujourd'hui que quelques vestiges de cette imposante bâtisse.

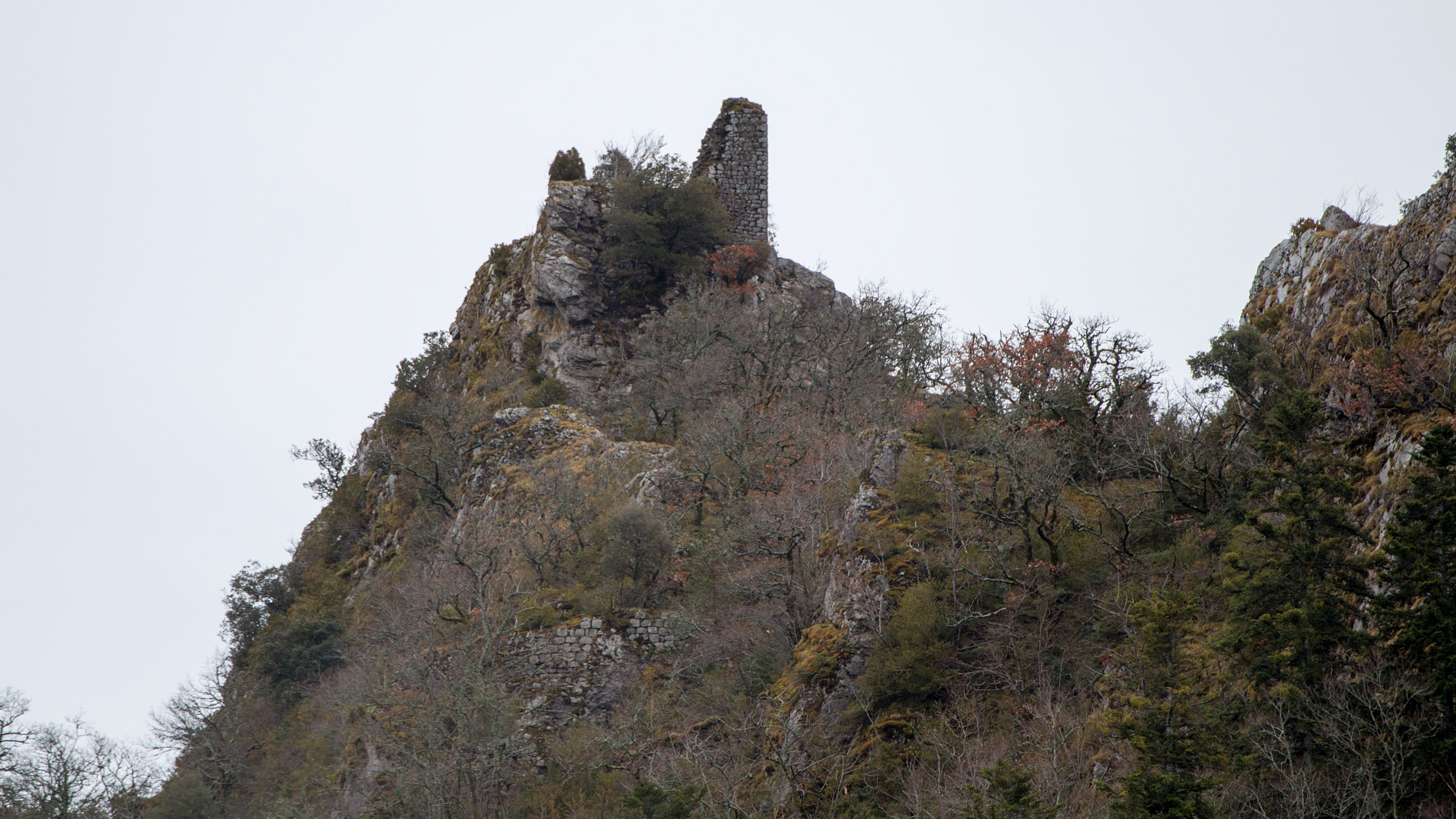

## Situation
Le château d'Able, et les ruines qu'il en reste, se situent au Sud du territoire de la commune de Belvis, au nord-ouest de la commune de Joucou, proche de la D107, au-dessus du défilé de Joucou (gorges du Rebenty) et du Ruisseau du Pas de Joucou, sur un piton d'une barrière rocheuse longeant ce ruisseau. Le site est indiqué sur la carte IGN, mais reste difficile d'accès (plus de chemin facilement praticable, des sentes plus ou moins balisées).

## Historique
De ce château, on ne trouve guère trace avant la soumission du pays au roi de France (1240). Raymond d'Aniort le possédait avec ceux d'Aniort et de Belvis.
Situé sur les contreforts des Pyrénées, c'était une place stratégique pour le Royaume, car il garantissait la sécurité de la frontière avec l'Espagne. Son architecture est tout à fait militaire, car il était destiné à recevoir un corps de troupe, comme on le lit dans l'Histoire générale de Languedoc.
Un gouverneur militaire avait la garde de ce château, et ses voisins devaient s'étendre sur les autres garnisons royales du pays : Castelpor, Belfort, Aniort et Douruls.
En 1310, la famille de Nègre aurait acheté le château. Le seigneur d'Able était avant tout un homme d'armes, à la tête d'un corps de troupe, vraisemblablement des arbalétriers.
Le château d'Able résista à toutes les invasions espagnoles, mais il fut pris par Jean de Lévis, chef des calvinistes, en 1572. Il fut incendié comme tous ceux qui tombèrent entre les mains des Huguenots.
L'annexion du Roussillon par Louis XIV recula la frontière et le château d'Able perdit de son importance. Montlouis devint la place forte de ce côté de la France. Le château d'Able tomba en ruines par suite de son abandon.